# Рамачаритаманаса
«Рамачаритаманас(а)» (хинди रामचरितमानस IAST: Rāmacaritamānas «Море деяний Рамы») — эпическая поэма авторства индийского поэта XVI века Тулсидаса (1532—1623). 

## Описание
В переводе означает «океан деяний Рамы».
Согласно самой поэме, Тулсидас начал её написание в 1574 году в Авадхпури, Айодхья. Составление поэмы заняло два года и семь месяцев. Бо́льшая часть поэмы была написана в городе Варанаси, где поэт провёл поздний период своей жизни. Поэма написана на диалекте авадхи, который принадлежит к восточной группе языковой семьи хинди. «Рамачаритаманаса» считается одним из величайших произведений литературы на хинди.
«Рамачаритаманаса» состоит из семи разделов («книг»), первые два из которых, «Детство» и «Айодхья», занимают более половины произведения. Поэма составлена из четверостиший, называемых чаупаис, которые разбиты на куплеты, или дохи.
«Рамачаритаманас» представляет собой пересказ событий, описанных в санскритском эпосе «Рамаяна», где описывается история и деяния аватары и принца Айодхьи Рамы. Эту великую поэму также называют «Тулси-крита Рамаяна», или «Рамаяна Тулсидаса».
Хотя поэма и описывает те же самые события, что и «Рамаяна» Валмики, она не является просто пересказом санскритского эпоса. Там, где Валмики сократил историю, Тулсидас изложил её более подробно, и наоборот, те части истории, которые древний автор «Рамаяны» изложил подробно, — Тулсидас преподнёс в сжатом виде.

## «Рамачаритаманаса» в филателии

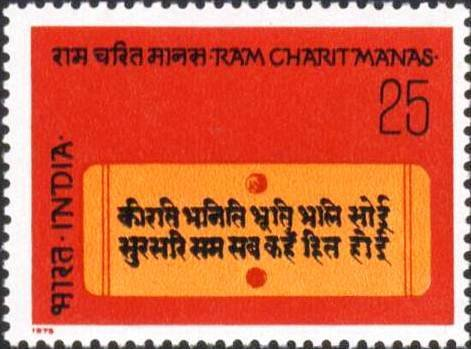
Почтовая марка Индии 1975 года, посвящённая поэме «Рамачаритаманаса»(Sc #660)

Поэме «Рамачаритаманаса» посвящена почтовая марка Индии, выпущенная 24 мая 1975 года (Sc #660). На ней приведена цитата на хинди из первой книги («Детство») этой поэмы: 

Поэма, слава и богатство хороши одни лишь те, 
Которые творят всем благо, как река богов, везде.
Оригинальный текст (хинди)कीरति भनिति भूति भलि सोई

सुरसरि सम सब कहँ हित होई

## Издания
- Тулси Дас. Рамаяна, или Рамачаритаманаса. Море подвигов Рамы / Пер. с инд. (хинди), комм. и вступ. ст. акад. А. П. Баранникова. — М.; Л.: Изд-во АН СССР, Институт востоковедения, 1948. — 968 с. — 1500 экз.